# Parathesis seibertii
Parathesis seibertii är en viveväxtart som beskrevs av Cyrus Longworth Lundell. Parathesis seibertii ingår i släktet Parathesis och familjen viveväxter. Inga underarter finns listade i Catalogue of Life.